# 히라마쓰 다이시
히라마쓰 다이시(일본어: 平松 大志, 1983년 7월 3일 ~ )는 일본의 전 축구 선수이다.

## 구단 경력
과거 미토 홀리호크, FC 도쿄에서 활동하였다.